# Apostolski sabor u Jeruzalemu
Apostolski sabor u Jeruzalemu (oko 50.), prvi je povijesni kršćanski sabor koji su predvodili apostoli. Sazvao ga je sv. Petar, a predvodio sv. Jakov.

## Tijek Sabora
Glavni zastupnik koji se borio da Mojsijevi zakoni i židovski religijski običaji ne obvezuju obraćene pogane bio je Sv. Pavao, dok su mu neki Židovi koji su se obratili na kršćanstvo govorili: "Ako se ne obrežete, po običaju Mojsijevu, ne možete se spasti", a protiv obrezanja bio je i Sv. Petar koji je rekao: "Zašto hoćete da nametnete učenicima narav na vrat, koji ni oci naši ni mi ne mogosmo nositi?" Kada je rasprava na saboru utihnula, Jakov je pravio sljedeći prijedlog: 
Ovaj Jakovljev prijedlog prihvaćen je kao službeni stav sabora. Nakon toga su "apostoli i prezbiteri sa svom Crkvom" izabrali ljude da pošalju u Antiohiju s Pavlom i Barnabom.

## Kraj sabora i posljedice
Sabor je završio sljedećim odlukama: Ukinuti Mojsijevi zakoni, prihvaćanje onih koji su priznali Isusovo Učenje i postali Kršćani i početak Pavlovih misijanskih putovanja.
Poslije apostolskog sabora i tijekom desetljeća kasnije (50. – 60. godine) Kršćanstvo se prižbližava helenizmu: broj Grka u kršćanskim zajednicama konstantno raste u odnosu na Hebreje, tako da od manjine u početku, postaju većina u zajednicama. Vrhunac ovog razvoja primjećuje se početkom sljedeće decenije (od 60. pa nadalje), pošto Grci ne samo da predstavljaju većinu, nego oni preuzimaju i vodstvo u pomjesnim Crkvama, koje je ranije čvrsto pripadalo kršćanima Hebrejima.
U osobinama Timoteja, Tita i Luke nailazimo na prve Grke koji imaju vodeću ulogu Crkvi postapostolske biskupe, zamjenjujući prvu apostolsku generaciju. Manje od decenije poslije pada Jeruzalema (70. poslije Krista) je budućnost kršćanstva postaje konačno vezana za helenizam.

## Vanjske poveznice
- New Advent.org / Catholic Encyclopedia: Apostolic Canons (engl.)